# Купер, Марта
Ма́рта Ку́пер (англ. Martha Cooper) — американский фотограф и фотожурналист. Её фотографии посвящены изобразительному искусству и антропологии. Она самый известный фотограф, освещающий нью-йоркскую граффити-сцену 1970-х — 1980-х годов. Публиковалась в таких изданиях, как National Geographic, Natural History, Audubon и Art News.

## Биография
После окончания Гриннельского колледжа в 1963 году, преподавала английский в Таиланде, будучи добровольцем в Корпусe мира. После 2 лет преподавания отправилась на мотоцикле из Бангкока в Оксфорд (более 20 000 км). Там она начала изучать этнографию и получила диплом.
В конце 1960-х годов стажировалась в журнале National Geographic, в 1970-х годах работала в качестве штатного фотографа в New York Post.
Однажды, когда она делала серию фотографий на тему «детские игры», молодой райтер HE3 показал ей свои рисунки, которые ей настолько понравились, что она решила заниматься фотосъемкой граффити-работ.
В отличие от большинства фотографов-документалистов, стремящихся обособить фотографируемые объекты, избавить от контекста, Купер наоборот фотографировала рисунки, захватывая среду, в которой они находились. Так, её знаменитая серия фотографий надземных линий метро в большей части содержала городской пейзаж. Также нередки были фотографии самих художников, часто в процессе рисования граффити. Она сотрудничала с популярными граффистистами Dondi, Duro, Леди Пинк, что дало ей возможность запечатлеть многие важные моменты истории спрей-арта.
В документальном фильме Войны стилей, вышедшем в 1983 году, использовались фотографии, автором которых была Марта Купер.
В 1984 году выходит в свет совместный проект Марты Купер и Генри Чалфанта — книга Subway Art. Это одна из первых книг, в которой рассказывается о субкультуре граффити, её истории, с описаниями терминов, сленга и т. д. Впоследствии книга была несколько раз переиздана в различных странах.

## Книги
- Марта Купер, Генри Чалфант. Subway Art. — репринт 1999 года. — Лондон: Thames & Hudson, 1984. — 106 с. — ISBN 0-500-27320-0. (недоступная ссылка)
- Марта Купер, Джозеф Скиорра. R.I.P.: New York Spraycan Memorials. — Лондон: Thames & Hudson, 1994. — 96 с. — ISBN 978-0500277768.
- Марта Купер. Hip Hop Files: Photographs 1979—1984. — Берлин: From Here to Fame, 2004. — 240 с. — ISBN 978-3937946023.
- Марта Купер. Street Play. — Берлин: From Here to Fame, 2005. — 121 с. — ISBN 978-3937946160.
- Ника Крамер, Марта Купер (фотограф). We B*Girlz. — Нью-Йорк: Powerhouse Cultural Entertainment Books, 2005. — 153 с. — ISBN 978-1576872697.
- Марта Купер. New York State of Mind. — 2008. — 96 с. — ISBN 978-1576874080.
- Марта Купер. Tag Town: The Origins of Writing. — Стокгольм: DOKUMENT, 2009. — 112 с. — ISBN 978-9185639052. Архивировано 21 июня 2009 года.
- Марта Купер. Going Postal: Mailing Label Street Art. — Нью-Йорк: Mark Batty Publisher, 2009. — 96 с. — ISBN 978-0979966651.